# Ляйзель
Ляйзель (нім. Leisel) — громада в Німеччині, розташована в землі Рейнланд-Пфальц. Входить до складу району Біркенфельд. Складова частина об'єднання громад Біркенфельд.
Площа — 8,82 км2. Населення становить 537 ос. (станом на 31 грудня 2020).